# Macrobiotus polyopus
Macrobiotus polyopus är en djurart som tillhör fylumet trögkrypare, och som beskrevs av Ernst Marcus 1928. Macrobiotus polyopus ingår i släktet Macrobiotus och familjen Macrobiotidae. Inga underarter finns listade i Catalogue of Life.